# 释福如
释福如（英語：Seck Fook Yee，1963年9月26日—），馬來西亞女演员。1997年憑《接力危情》荣获「本地電視大獎」最佳女配角。2010年，憑《女頭家》获得第一届金视奖最佳女配角。之後擔任《非常演员》的評審。